# Henrik Larsen
Henrik Larsen (Lyngby, 17 de Maio de 1966) é um ex-futebolista e treinador dinamarquês.

## Carreira

### Clubes
Larsen foi revelado nas categorias de base do pequeno Hellerup, se transferindo logo para o Lyngby, onde passou a ter mais destaque. Permaneceu na equipe durante seis temporadas, sendo contrato em 1990 pelo pequeno, mas tradional Pisa, da Itália. Mesmo após um bom desempenho, foi emprestado durante uma temporada ao AaB Fodbold, retornando logo em seguida, mas acabou ficando sem espaço na equipe, após o treinador na época preferir os argentinos Diego Simeone e José Chamot como os dois estrangeiros permitidos.
Emprestado ao Aston Villa, da Inglaterra, ficou apenas alguns meses, mas não tendo nenhuma chance. Com isso, foi emprestado ao Waldhof Mannheim, da Alemanha, onde teve uma temporada boa. Após o empréstimo, foi liberado de seu contrato com o Pisa, retornando logo em seguida ao seu antigo clube, o Lyngby. Duas temporadas depois, acabou indo para o Lübeck, mas retornando logo em seguida a Dinamarca, para assinar com o rival Copenhague, onde permaneceu até o fim de sua carreira, em 1999.

### Seleção
Larsen também esteve presente na Eurocopa 1992, onde sua seleção saiu campeão, sendo um dos responsáveis direto pelo título, além de sair como artilheiro do torneio, com três tentos.

## Títulos
Dinamarca
- Eurocopa de 1992
- Campeonato Dinamarquês 91/92
- Copa da Dinamarca 83/84, 84/85 e 89/90